# Ульяновский авиационно-промышленный комплекс
Ульяновский авиационно-промышленный комплекс им. Д. Ф. Устинова (УАПК) — крупнейшее предприятие СССР (впоследствии России), созданное во второй половине 1970-х годов в Ульяновске.
Постановлением Совет министров СССР от 16 апреля 1975 года № 299—102 принято решение о строительстве авиационно-промышленного комплекса в Ульяновске.

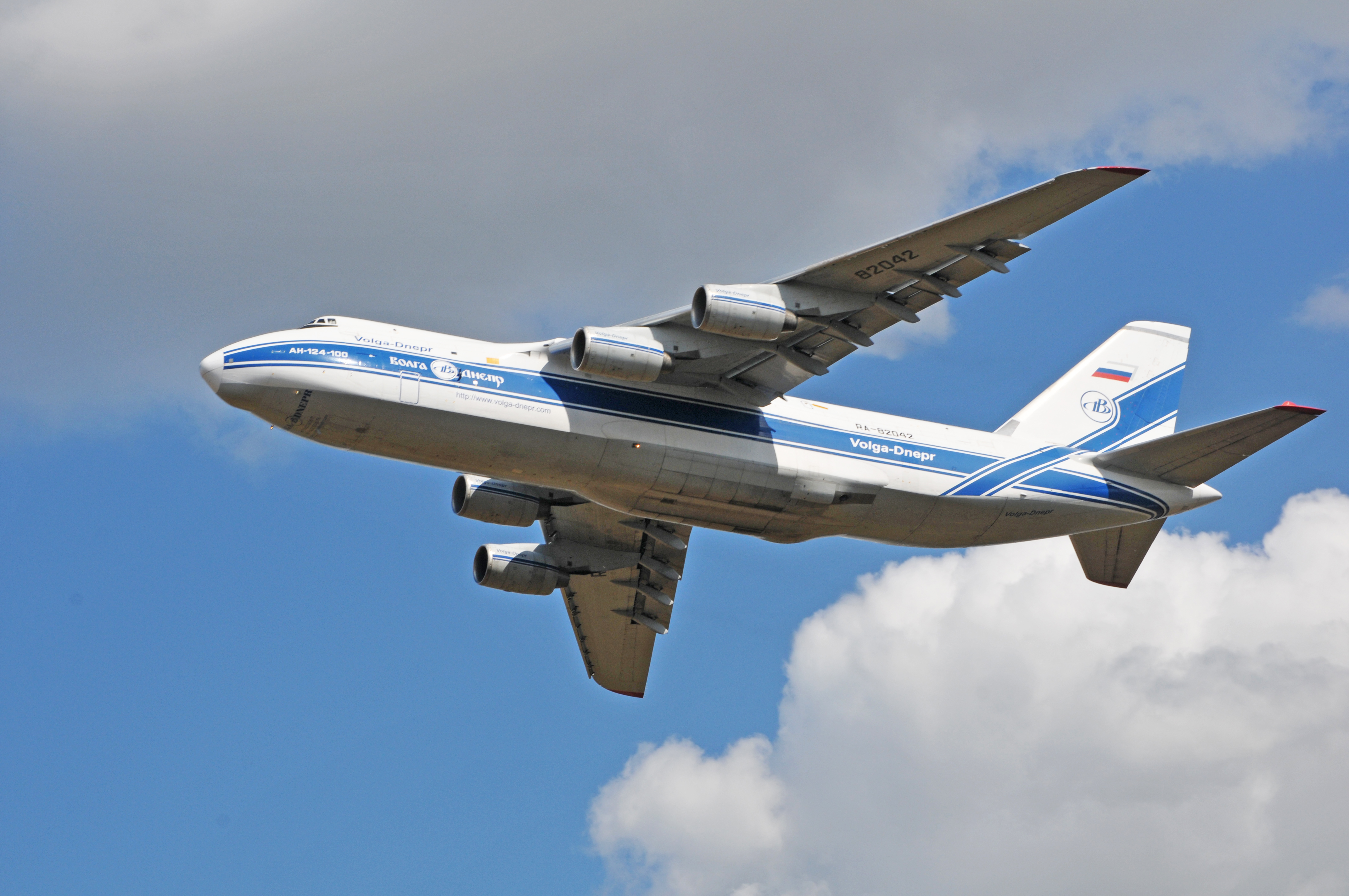
Ан-124-100.

Строительство началось 18 октября 1975 года. Основные виды продукции — транспортные самолёты Ан-124 «Руслан» (1981—1994), пассажирские и грузовые самолёты семейства Ту-204 (с 1989).
На территории промышленной зоны УАПК находилось несколько заводов: самолётостроительный, агрегатный завод «Агрегат», приборостроительный завод «Сигнал», станкостроительный завод «Профиль», завод по производству авиационных двигателей, завод товаров народного потребления. После распада СССР был разделён на несколько отдельных предприятий, крупнейшим из которых стал «Авиастар-СП».

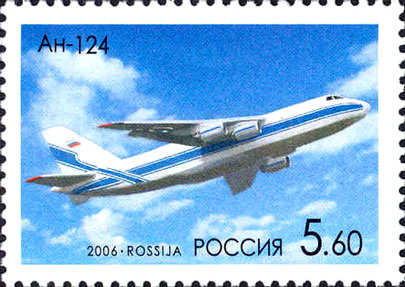

## Основные даты
28 апреля 1975 года министр авиапромышленности СССР П. В. Дементьев подписывает приказ о строительстве на левом берегу Волги города Ульяновска комплекса из трёх заводов — самолётостроительного, агрегатного и приборостроительного.
Генеральным директором нового предприятия был назначен Сысцов Аполлон Сергеевич, который ранее занимал должность главного инженера Ташкентского авиационного производственного объединения имени В. П. Чкалова.
1 сентября 1975 года на основании Распоряжения Совета Министров СССР № 1784-рс от 05.08.1975 г. был выпущен приказ МАП СССР № 350 «О строительстве в г. Ульяновске авиационного промышленного комплекса». В сентябре 1975 года была создана дирекция строящегося УАПК с функцией заказчика.
18 октября 1975 года начато строительство. Комплекс, размещённый на площади 1,5 млн кв. метров, с количеством работающих свыше 55 тысяч человек, должен был состоять из трёх заводов — самолётного, приборного, агрегатного, — а также конструкторского бюро и аэродрома. Контингент строителей по Министерству среднего машиностроения составлял 25 % принятых по оргнабору, 25 % из военно-строительных отрядов, 50 % заключённых. Первоначально комплекс был засекреченным объектом, но затем стал строиться как Всесоюзная комсомольская ударная стройка (с 27.05.1976 г.).
В течение 1975—1976 годов осуществляется геодезическая разбивка главных корпусов и цехов завода и жилого массива на пахотных полях совхоза «Чердаклинский» посёлков Мирный и Лощина Чердаклинского района, на левом берегу Волги, в районе г. Ульяновска.
10 июня 1976 года, после проведения геодезической разметки, при участии главы области Скочилов А. А. и первого директора Сысцова А. С., был вбит первый колышек под свайный фундамент первого главного корпуса будущего авиагиганта — эта дата стала официальным днём рождения Ульяновского авиационного промышленного комплекса им. Д. Ф. Устинова (УАПК), ныне АО «Авиастар-СП».
Строительство будущего авиагиганта, развёрнутое на левом берегу Волги, по своей масштабности, промышленному и архитектурному решению практически не имело себе равных и было объявлено Всесоюзной ударной комсомольской стройки. Одновременно строились завод и громадный жилой массив. Непрерывно шёл набор кадров со всех концов страны, а также их обучение, повышение квалификации на родственных предприятиях СССР. Высшие и средне-специальные учебные учреждения Ульяновска, а также построенные в новом городе учебный центр, авиационные техникум, лицей, а затем и институт, вели усиленную подготовку кадров для самолётостроения.
1977—1980 годах ввод в строй самолётостроительного завода, запуск технической документации на производство самолёта Ан-124 «Руслан», строительство новых корпусов и цехов авиакомплекса, параллельное строительство объектов соцбыта Нового города.
К концу 1980 года на Ульяновском авиационно-производственном комплексе создано «Производство наземных и лётных испытаний».
В марте 1981 году в строй действующих были введены цеха производства технической оснастки. В апреле 1981 года к ним добавились цеха механосборочного производства.
К концу 1981 года начали действовать два крупных цеха агрегатно-сборочного производства (АСП): 174 и 277.
Всё это позволило в ноябре 1981 года заложить в стапели АСП фюзеляж первого Ан-124.
В 1983 году сдана в эксплуатацию уникальная взлётно-посадочная полоса длиной 5100 м и шириной 105 м.
В 1983 году «Производство наземных и лётных испытаний» УАПК преобразовано в «Лётно-испытательный комплекс» (ЛИК).
В марте 1984 года подписан Приказ о серийном производстве военно-транспортного самолёта Ан-124.
В январе 1985 года, постановлением Совета министров СССР, в целях увековечивания памяти Устинова Дмитрия Фёдоровича, Ульяновскому авиационному промышленному комплексу присвоено имя Д. Ф. Устинова.
10 октября 1985 года осуществлён выкат первого самолёта Ан-124 «Руслан», выпущенного Ульяновским авиационным промышленным комплексом, из цеха окончательной сборки. 30 октября 1985 года осуществлён первый контрольно-испытательный полёт, продолжавшийся 1 час 55 минут.
23 января 1986 года — сдача 1-й очереди завода.
1990 год — сдача 2-й очереди завода.
17 августа 1990 года — первый полёт Ту-204.
6 июня 1991 года — первый полёт первого серийного гражданского самолёта Ан-124-100 «Руслан».
До 1992 года УАПК являлся государственным предприятием (ГП). В 1992 году ГП УАПК было преобразовано в акционерное общество (АО) «Авиастар» в результате приватизации.
А в октябре 1993 года ОАО «Авиастар» получило одобрение производства и начало выпуск самолётов Ан-124-100 «Руслан».
1994 год — производство самолётов Ан-124 «Руслан» было остановлено.
В 1997 году в самостоятельную структуру выделено самолётное производство, зарегистрированное как АОЗТ «Авиастар-СП». Целью создания нового предприятия являлась оптимизация самолётостроительного производства. В производственную цепочку изготовления самолётов включились около 600 предприятий России и 150 предприятий стран СНГ.
В 1999 году в АО «Авиастар» входило уже 35 подразделений, крупнейшими из которых, кроме самолётостроительного завода «Авиастар-СП», являлись станкостроительный завод, завод «Агрегат», авиакомпания «Авиастар» и аэропорт «Восточный».

## Руководители УАПК
- Сысцов Аполлон Сергеевич (1975—1980) — первый генеральный директор УПАК;
- Абдулин Фен Загидович (1980—1985)[3];
- Пильник Михаил Прокофьевич (1986—1990)[4];
- Михайлов Виктор Васильевич (10.06.1990—1997)[5] — генеральный директор УПАК, с 1992 г. — ОАО «Авиастар».

## Спорт
На заводе хорошо развивается спорт. При заводе есть спортивный комплекс: стадион «Старт», ДЮСШ «Старт», «Серебряные Крылья», бассейн «Юность». Действовала футбольная команда «Старт», основанная в 1986 году, которая удачно выступала на Кубках Ульяновской области по футболу, Чемпионатах Ульяновской области по футболу, в Чемпионатах СССР по футболу, в Кубке РСФСР по футболу 1988 и Кубке СССР—СНГ по футболу 1991/1992.
При УАПК также действовала хоккейная команда «Старт» выступавшая в Чемпионатах СССР по хоккею с мячом.

## Галерея

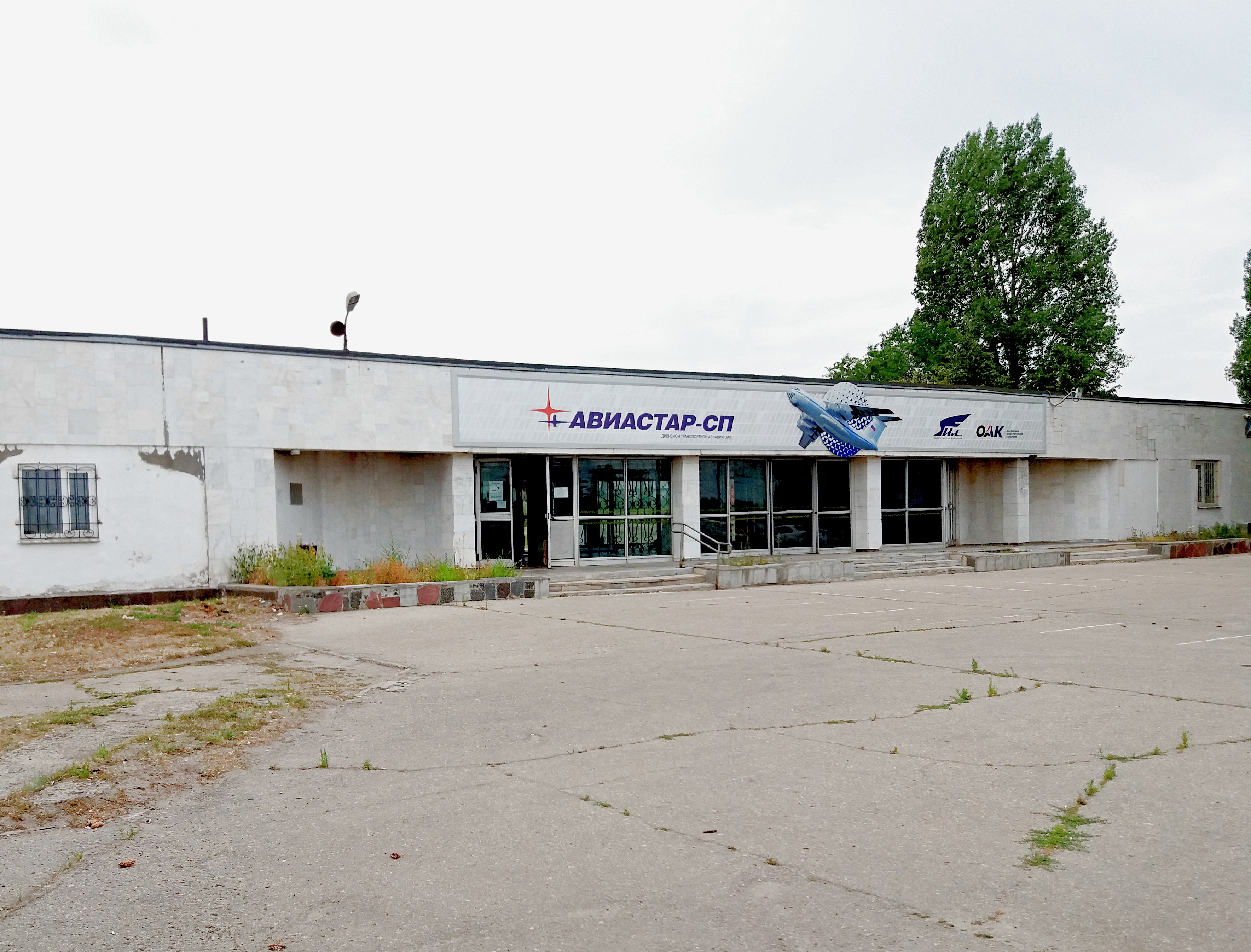
4-я проходная авиакомпании «Авиастар».
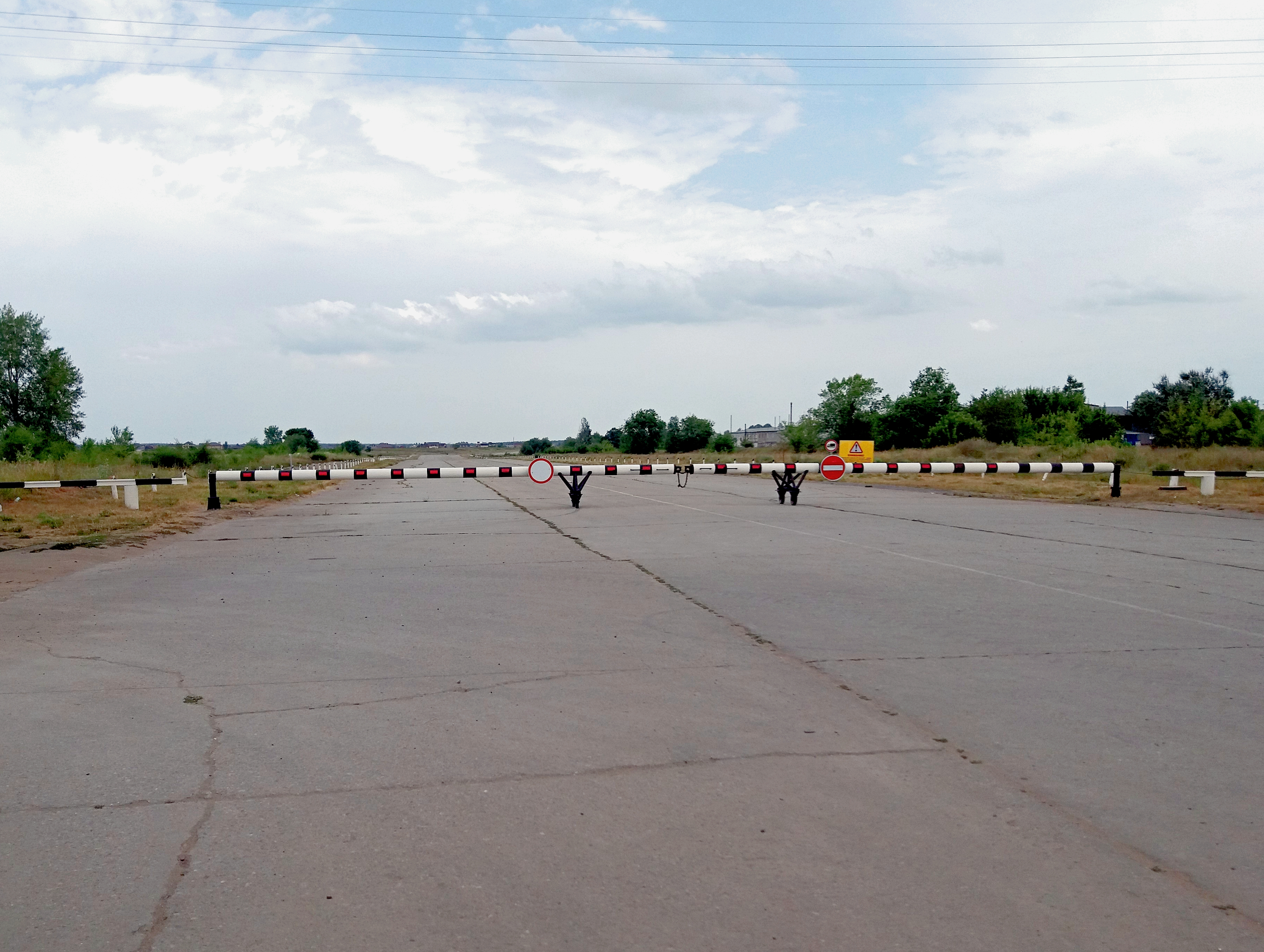
Рулёжная дорога на аэропорт «Восточный».
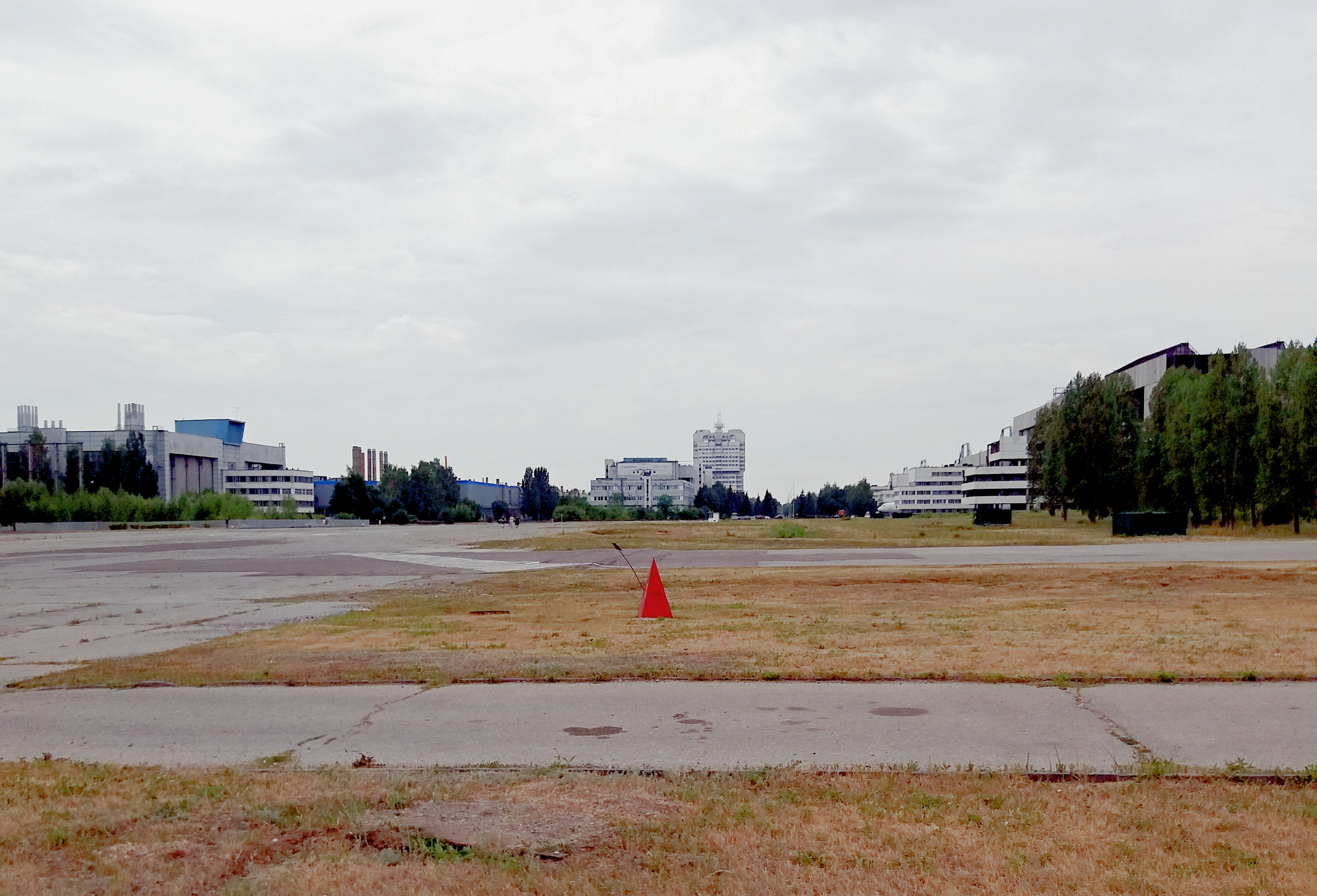
УАПК.
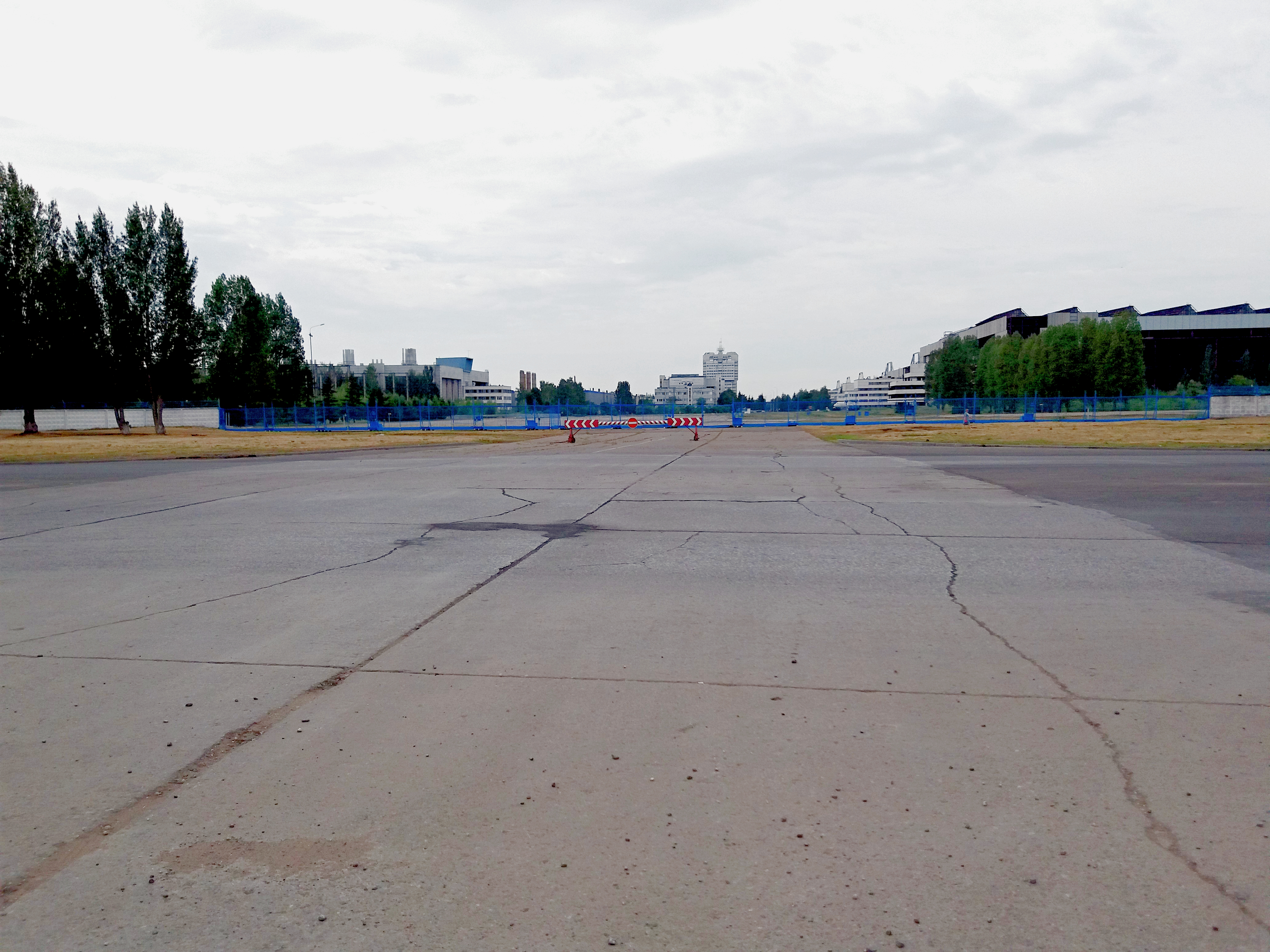
УАПК (выездные ворота).
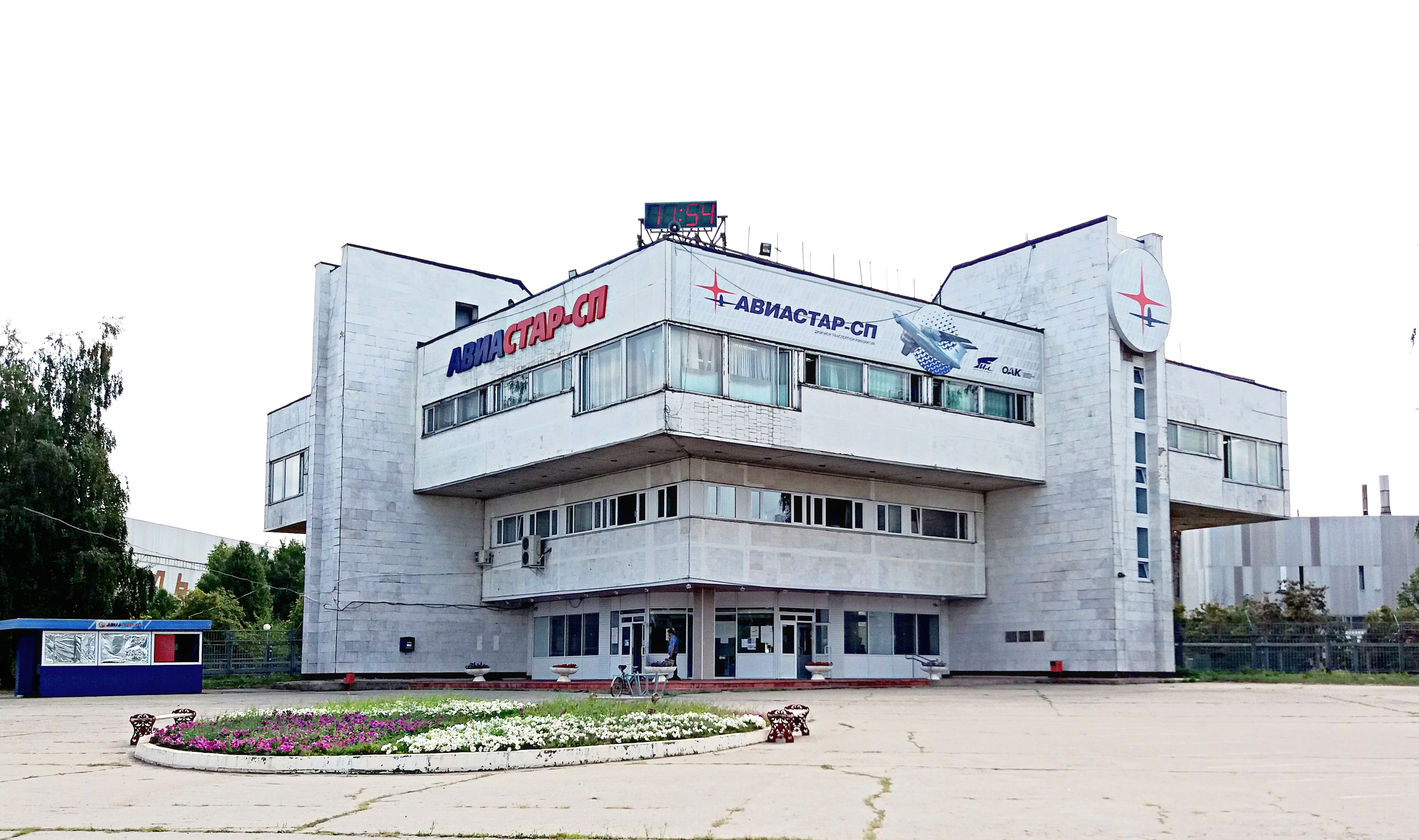
1-я проходная «Авиастар-СП».